# Llewellyn Powers
Llewellyn Powers, född 14 oktober 1836 i Pittsfield, Maine, död 28 juli 1908 i Houlton, Maine, var en amerikansk republikansk politiker. Han var ledamot av USA:s representanthus 1877–1879 och från 1901 fram till sin död samt Maines guvernör 1897–1901.
Powers utexaminerades från Waterville College (senare Colby University, efter 1889 Colby College) och avlade 1860 juristexamen i Albany i delstaten New York. Powers tjänstgjorde som åklagare i Aroostook County 1864–1871. I kongressvalet 1876 blev han invald i USA:s representanthus. Två år senare lyckades han inte bli omvald för en andra mandatperiod.
I guvernörsvalet 1896 besegrade Powers demokraten Melvin P. Frank. Powers efterträdde 1897 Henry B. Cleaves som guvernör och efterträddes 1901 av John Fremont Hill. Efter tiden som guvernör tillträdde Powers på nytt som kongressledamot. År 1908 avled han i ämbetet och gravsattes på West Pittsfield Cemetery i Pittsfield.